# オールド・ボーイ (2013年の映画)
『オールド・ボーイ』（Oldboy）は、スパイク・リー監督、マーク・プロトセヴィッチ脚本による2013年11月27日公開のアメリカ合衆国のスリラー映画である。2003年の韓国映画『オールド・ボーイ』のリメイクである。出演はジョシュ・ブローリン、エリザベス・オルセン、シャールト・コプリーらである。

## ストーリー
1993年。冴えないビジネスマンのジョー（ブローリン）は、離婚して幼い娘を元妻に押し付け、クビのかかった大事な商談も台無しとなり、溺れるほど酒を飲んで意識を失う。目が覚めた場所は見知らぬ小部屋だった。
窓のない部屋に監禁されるジョー。誰とも会わず、定期的に同じケイタリングの餃子と酒が小窓から差し出された。据え付けのテレビで元妻ドナが殺され、自分が容疑者だと知るジョー。
自暴自棄のまま5年が経過した頃、テレビの「犯罪検証番組」で、娘のミアの無事な姿が報じられた。脱出と監禁犯への復讐、娘への恋慕と再会を果たす為、ジョーは酒を断ち、格闘技で身体を鍛え、壁のブロックのパテを削って穴を開け始めた。
監禁20年目の2013年。いよいよ脱出口が開いた。途端に部屋を白いガスが覆い、深い眠りに落ちるジョー。目を覚ましたのは、公園の真ん中に置かれた大きな箱の中だった。携帯電話を持たされて開放され、手がかりらしき女を追って、医療ボランティアの看護師マリーと出会うジョー。助けになればと名刺を渡すマリー。
古い友人チャッキーが経営するバーに身を寄せるジョー。栄養失調の為か気絶したジョーを手当てする為に、名刺を頼りにマリーを呼ぶチャッキー。ジョーの無実を信じたマリーは、チャッキーと共に協力を始めた。
20年間も監禁された建物を探し出すジョー。それは、「監禁ビジネス」で大勢を拘束しているギャングのアジトだった。ボスを拷問し、依頼主の手掛かりを求めるジョー。
チャッキーの店に現れる「依頼主の男」。男はジョーに2つの謎解きを持ちかけた。①依頼主である自分は誰か。②20年も監禁された理由。46時間で答えを得れば、男は全ての罪を告白して自殺する。失敗すれば娘のミアの命は無いという。
男が提示したヒントに従って出身高校に向かうジョー。同行したマリーとは男女の関係に発展した。卒業アルバムの写真から「依頼主の男」の名がエイドリアンだと知るジョーとマリー。エイドリアンの妹アマンダについては、ジョーに心当たりがあった。性格の悪い学生だったジョーは、アマンダが娼婦だという噂を全校に広めたのだ。エイドリアンに解答を伝え，娘のミアに会わせろと迫るジョー。
ジョーの心無い行動のせいで家族が死んだと話すエイドリアン。追い詰められた父親が妻子を射殺し、自殺したのだ。重傷ながら一人生還したエイドリアンは莫大な財産を継ぎ、ジョーに対して長大な復讐計画を立てたのだった。
実はマリーこそが娘のミアだと知るジョー。3歳で孤児となったミアは、エイドリアンの財力で経歴を変えられ、マリーとして育ったのだ。全てを知ったジョーは自分自身を隔離し、二度とマリーと会わないよう「永遠に消える」道を選ぶのだった。

## キャスト
※括弧内は日本語吹替
- ジョー・デュセット - ジョシュ・ブローリン（楠大典）
- マリー・セバスチャン - エリザベス・オルセン（山村響）
- エイドリアン / 謎の男 - シャールト・コプリー（野沢聡）
- チェイニー - サミュエル・L・ジャクソン（黒澤剛史）
- チャッキー - マイケル・インペリオリ（田村真）
- ヘン＝ボク - ポム・クレメンティエフ（志摩淳）
- トム・メルビー医師 - ジェームズ・ランソン（野川雅史）
- ジェームズ・プレストリー - マックス・カセラ
- エドウィナ・バーク - リンダ・エモンド（仲村かおり）
- コルテス - エルヴィス・ノラスコ（あべそういち）
- ブローニング - ラミ・マレック
- ダニエル・ニューカム - ランス・レディック
- ドナ・ホーソーン - ハンナ・ウェア（竹内絢子）
- バーニー・シャーキー - リチャード・ポートナウ
- ステファニー・リー - ハンナ・シモーヌ
- エマ・プライス - ケイトリン・ダラニー（岡田恵）
- アマンダ・プライス - リジー・デクレメント（志摩淳）
- 若い頃のエイドリアン - エリック・ジャーソヴィッツ
- 若い頃のチャッキー - ブレット・ラペイロウス
- 若い頃のジョー - グレイ・デイモン

## 製作
『オールド・ボーイ』のアメリカ版リメイクは当初ジャスティン・リン監督が着手していた。2008年11月、ドリームワークスとユニバーサル・ピクチャーズがリメイク権を獲得し、ウィル・スミスが出演し、スティーヴン・スピルバーグを監督させることに関心を示していた。リメイク権獲得以前の段階で、マーク・プロトセヴィッチに脚本執筆の話が持ちかけられていた。スミスは後にスピルバーグは映画をリメイクせず、また漫画を翻案し、タコを食べる場面は無くなる事を明かした。
2009年6月、漫画を出版する双葉社は許可なしに映画化権を売却したとして韓国のプロデューサーへの訴訟を開始した。その後2009年11月、ドリームワークスとウィル・スミスがプロジェクトを降りたことが報じられた。2009年11月10日、製作チームはプロジェクトの中止を発表した。2011年7月11日、マンデート・ピクチャーズはスパイク・リーがプロトセヴィッチの脚本を基にリメイク版を監督することが発表された。リメイク版の主人公はジョシュ・ブローリンに決定し、また悪役はクリスチャン・ベールへ交渉されたが、後にコリン・ファースにオファーされていると報じられた。ファースが同役を断ると、次はクライヴ・オーウェンにオファーされた。2012年5月、悪役のエイドリアン・プライスはシャールト・コプリーに正式に決まったことが報じられた。後にエリザベス・オルセン、サミュエル・L・ジャクソン、ネイト・パーカーがキャストに加わったことが発表された。パーカーは後にスケジュールの都合で降板し、リチャード・ポートナウに替わった。
主要撮影は2012年10月に開始された。

## 評価
本作への評価は大きく割れている。映画批評サイトRotten Tomatoesには55件のレビューがあり、批評家支持率は45％、平均点は10点満点中5.4点となっている。